# Riley Technologies

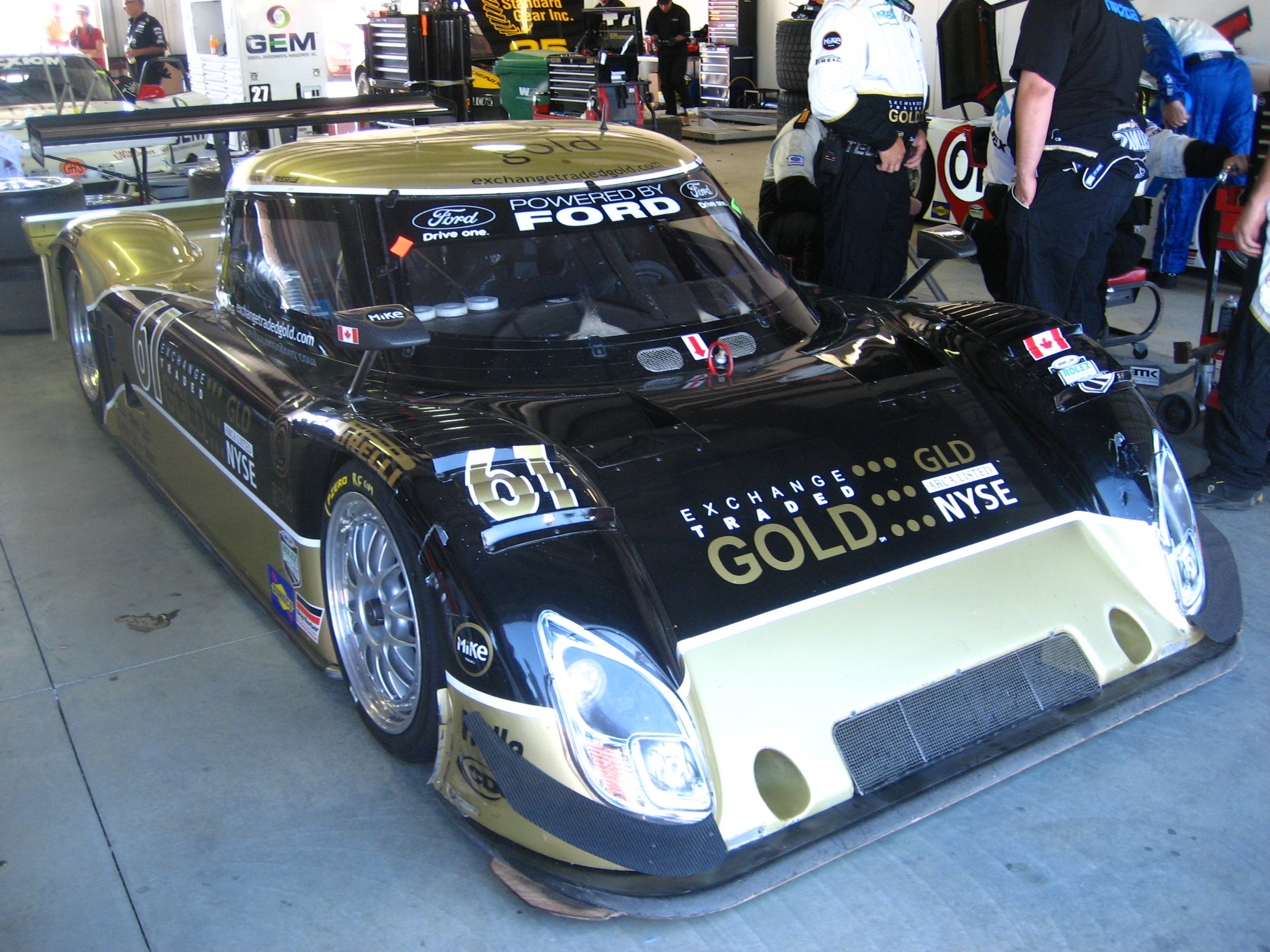
Riley Mark XX-Ford

Riley Technologies LLC är en amerikansk tillverkare av sportvagnar. 
Riley Technologies grundades 2001 av Bob Riley och sonen Bill, som tidigare arbetat med Riley & Scott. Företaget är den ledande tillverkaren av Daytona Prototyper som tävlar i Rolex Sports Car Series. Riley tillverkar även tävlingsbilar baserade på Mazda RX-8 och BMW M6 för Grand Ams GT-klass.
För American Le Mans Series GT2-klass bygger Riley Technologies en bil baserad på Chevrolet Corvette.